# Pretoro
Pretoro (im lokalen Dialekt: Prëtèurë) ist eine italienische Gemeinde mit 868 Einwohnern (Stand 31. Dezember 2023) in der Provinz Chieti in den Abruzzen und ist Mitglied der Vereinigung I borghi più belli d’Italia (Die schönsten Orte Italiens).
Die Gemeinde liegt etwa 14 Kilometer von Chieti, gehört zur Comunità montana della Maielletta und grenzt unmittelbar an die Pescara. Im Westen befindet sich der Nationalpark Majella.

## Verkehr
Durch die Gemeinde führt die frühere Strada Statale 539 di Manopello (heute eine Provinzstraße) von Manoppello nach Rapino. Von hier geht davon die frühere Strada Statale 614 della Maielletta zum Zentrum des Nationalparks Majella ab.